# Членов, Михаил Анатольевич
Михаи́л Анато́льевич Чле́нов (26 сентября 1940 — 7 августа 2024) — советский и российский этнограф, востоковед и общественный деятель. Кандидат исторических наук, профессор, декан филологического факультета (иудаики и гебраистики) Государственной классической еврейской академии имени Маймонида в Москве; заместитель директора Центра иудаики и еврейской цивилизации при Институте стран Азии и Африки МГУ им. М. В. Ломоносова.
Член Президиума Всемирной сионистской организации, член Совета директоров еврейского агентства «Сохнут», генеральный секретарь Евроазиатского Еврейского конгресса.

## Биография
Михаил Членов родился 26 сентября 1940 года в Москве, в семье искусствоведов, выпускников ИФЛИ. Мать — Нина Александровна Дмитриева, лауреат Государственной премии РФ в области литературы и искусства. Отец — Анатолий Маркович Членов (1916, Баку — 1990, Москва), журналист, переводчик, участник Великой Отечественной войны. Дед, Марк Николаевич (Мордух Нисонович) Членов (1890—1942), уроженец Новозыбкова, в 1917 году был редактором газеты «Горский голос» в Грозном, впоследствии редактором журнала «Маслобойно-жировое дело» и директором журнала «Новый мир» (1938—1941). Дядя — детский писатель Анатолий Филиппович Членов.
Во время Великой Отечественной войны в 1941—1943 годах находился в эвакуации в Моршанске. По окончании войны, с 1946 по 1948 год, жил в Германии, занятой советскими войсками, вместе с отцом, имевшим звание капитана Советской Армии и служившим в советской администрации города Веймара.

### Научная деятельность
В 1963 году уехал в Индонезию, два года провёл на востоке этой страны, занимаясь этнографическими исследованиями.
В 1965 году окончил Институт восточных языков при МГУ по специальности «востоковед-историк», защитил кандидатскую диссертацию «Очерки по этнической истории народов Центральных Молукк (Индонезия)».
С 1969 года работал в качестве этнографа, изучая этносоциальные процессы у народов севера РСФСР, включая эскимосов, чукчей и ненцев. Участвовал более чем в двадцати полевых этнографических экспедициях в районы российской Арктики, Средней Азии, Закавказья.
В 1976 году открыл археологический памятник циркумполярной зоны — древнее святилище «Китовая аллея» на острове Итыгран в Беринговом проливе.
Автор двух монографий и около 150 научных публикаций по различным проблемам этнографии, лингвистики, социологии и смежных дисциплин.

### Общественная деятельность
С начала 1970-х годов Членов участвовал в деятельности независимого еврейского национального движения — сперва в СССР, затем в России. В 1971 году он начал изучать иврит, а с 1972 года преподавал этот язык. В 1981 году Членов создал Еврейскую историко-этнографическую комиссию.
В 1999-2003 гг. был сопредседателем, а в 2003-2008 гг. президентом общественной организации «Федеральная еврейская национально-культурная автономия».

### Смерть
Умер 7 августа 2024 года в возрасте 83 лет. Похоронен на Востряковском кладбище.

### Семья
- Первая жена — Светлана Фëдоровна Членова (род. 1940), искусствовед, почётный член РАХ (род. 1940)[9].
  - Дочь — Анна Михайловна Членова (род. 1967), переводчик.[источник не указан 342 дня]
  - Два сына (род. 1974) — Марк Михайлович Членов, биолог; Матвей Михайлович Членов — историк и социолог.[источник не указан 342 дня]
- Вторая жена — Ривка.[источник не указан 342 дня]